# Liste der Biografien/Man
Liste der Biografien |
Portal Biografien |
Personensuche
# |
A |
B |
C |
D |
E |
F |
G |
H |
I |
J |
K |
L |
M |
N |
O |
P |
Q |
R |
S |
T |
U |
V |
W |
X |
Y |
Z |
?
 
Ma |
Mb |
Mc |
Md |
Me |
Mf |
Mg |
Mh |
Mi |
Mj |
Mk |
Ml |
Mm |
Mn |
Mo |
Mp |
Mq |
Mr |
Ms |
Mt |
Mu |
Mv |
Mw |
Mx |
My |
Mz
 
Maa |
Mab |
Mac |
Mad |
Mae |
Maf |
Mag |
Mah |
Mai |
Maj |
Mak |
Mal |
Mam |
Man |
Mao |
Map |
Maq |
Mar |
Mas |
Mat |
Mau |
Mav |
Maw |
Max |
May |
Maz
 
Mana |
Manb |
Manc |
Mand |
Mane |
Manf |
Mang |
Manh |
Mani |
Manj |
Mank |
Manl |
Mann |
Mano |
Manp |
Manq |
Manr |
Mans |
Mant |
Manu |
Manv |
Manw |
Many |
Manz
Die Liste der Biografien führt alle Personen auf, die in der deutschsprachigen Wikipedia einen Artikel haben. Dieses ist eine Teilliste mit 22 Einträgen von Personen, deren Namen mit den Buchstaben „Man“ beginnt.

## Man
- Man Afraid Soap (1869–1937), kanadischer Lacrossespieler
- Man Chong († 242), chinesischer Offizier
- Man Shwe (* 1947), myanmarischer Militärangehöriger und Politiker
- Man Singh (1912–1970), indischer Herrscher
- Man Singh I. (1550–1614), indischer Herrscher
- Man Son Hing, Bruce (* 1964), US-amerikanischer Tennisspieler
- Man With No Name, britischer Goa-Trance-DJ
- Man Yanling (* 1972), chinesische Fußballspielerin
- Man, Chella (* 1998), US-amerikanischer YouTuber, Schauspieler, Model und LGBT-Aktivist
- Man, Dandan (* 1989), chinesische Skilangläuferin
- Man, Daniel (* 1969), deutscher Künstler mit britisch-chinesischen Wurzeln
- Man, Dennis (* 1998), rumänischer FußballspielerDennis Man (* 1998)

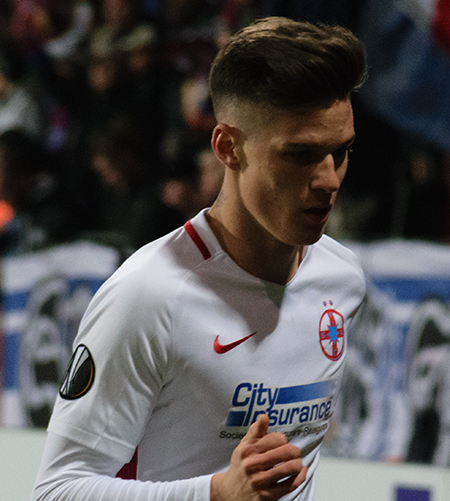
Dennis Man (* 1998)

- Man, Felix H. (1893–1985), deutscher Fotograf
- Man, Frédérique de, niederländische Diplomatin
- Man, Genadi (* 1956), russischer Manager
- Man, Harald de (* 1973), niederländischer Skirennläufer
- Man, Hendrik de (1885–1953), belgischer Theoretiker des Sozialismus und Politiker
- Man, Johannes Govertus de (1850–1930), niederländischer Biologe
- Man, Maximiliaan Jacob de (1731–1785), niederländischer Mediziner und praktischer Arzt in Nijmegen
- Man, Paul de (1919–1983), US-amerikanischer Literaturtheoretiker, Literaturkritiker und Philosoph
- Man, Roderik de (* 1941), niederländischer Komponist
- Man, Victor (* 1974), rumänischer Maler und Installationskünstler